# Болон (язык)
Болон (Bo, Boka, Bolon, Boon, Boron) - находящийся под угрозой исчезновения язык манден, на котором говорят в 12 деревнях ареалов департаментов Н'Дорола и Саморогуан провинций Кенедугу и Уэ в Буркина-Фасо, а также в одной деревне области Кутиала и в 8 деревнях областей Сан и Томиниан региона Сегу в Мали. Имеет чёрный (северный) и белый (южный) диалекты. Белый диалект имеет более высокую присущую взаимопонятность с языком дьюла (81%), чем с чёрным диалектом (52%).